# Sexta-Feira ou a Vida Selvagem
Sexta-Feira ou a Vida Selvagem (Vendredi ou la Vie sauvage) é um dos mais famosos livros do escritor francês Michel Tournier editado em 1971 que pode ser encarado como a adaptação para os mais jovens do seu livro Sexta feira ou os limbos do pacífico (Vendredi ou les Limbes du Pacifique).
O livro conta a história de Robinson Crusoe, um homem que, em meados do século XVIII, dirigia-se a Espanha do Sul, mas o barco em que seguia naufragou, ficando a viver numa ilha desabitada. Passado algum tempo, encontrou um índio ao qual chamou de Sexta-Feira (Vendredi).

## Sinopse
Esta história começa quando o Virgínia naufraga junto de uma ilha deserta como consequência de  uma tempestade, mas só Robinson sobrevive.
Ele tentou construir um barco, o Evasão, mas não o conseguiu levar até ao mar, por isso teve de aceitar a ideia de viver ali na ilha, e foi ao navio, que tinha ficado preso ali perto para recuperar todas as mercadorias.
Ao início chamou à ilha Speranza construiu uma cabana e domesticou cabras. Em um dia, entretanto, “caiu na preguiça” e foi deitar-se na lama para imitar os javalis.
Quando voltou à sua cabana teve uma alucinação. Viu um barco, e, como era de esperar acenou, nadou atrás dele e viu a sua irmã que estava morta há vinte anos espreitar pela janela...
… aí percebeu que aquilo era uma alucinação e que não devia voltar à lama.
Então tentou civilizar a ilha com muitas outras construções, um calendário, leis, cultivou cereais, e fez da gruta principal um armazém.
No entanto, continuava a sofrer por causa da solidão.
Certo dia um grupo de índios foi à ilha fazer um ritual e Robinson salvou um índio que ia ser morto e fez dele seu amigo e trabalhador. Chamou-lhe Sexta-Feira pois foi o dia da semana em que o encontrou (segundo o calendário da ilha).
Já havendo um habitante na ilha Robinson declarou-se governador.
Sexta-Feira foi ensinando algumas coisas a Robinson e vice-versa. Um dia, entretanto, Sexta-Feira atirou um cachimbo aceso para o fundo da gruta e explodiu com tudo. Todas as construções se desmoronaram, as plantações ficaram estragadas e o gado fugiu. Então adaptaram-se à vida selvagem vivendo livremente vários anos, até que um navio chegou à ilha.
Era um navio novo, a tripulação disse-lhes a data e Robinson contabilizou que tinham passado vinte e oito anos. Sexta-Feira ficou encantado com o barco e fugiu nele. Robinson recusou-se a ir, mas quando deu pela falta de Sexta-Feira ficou muito preocupado e procurou-o pela ilha toda. Acabou por descobrir o grumete do navio que se escondeu na ilha, pois, era muito mal tratado. Chamou-lhe Domingo pois encontrou-o nesse dia, que também era considerado o dia das festas,risos e jogos. No final, Robinson passa o resto da sua vida em Speranza com o seu amigo Domingo.